# Stadio Feijenoord
Lo stadio Feijenoord (in olandese Stadion Feijenoord), noto con il soprannome di de Kuip ("la Vasca"), è il maggiore stadio di calcio della città di Rotterdam, nei Paesi Bassi. Ospita le partite casalinghe del Feyenoord. 
Completato nel 1937 e ammodernato in più fasi, l'ultima delle quali in occasione del campionato europeo di calcio 2000, dispone di 51.117 posti a sedere. L'impianto venne dotato di seggiolini nel 1949 e di riflettori per la luce artificiale nel 1958.
Oltre a ospitare le gare interne del Feyenoord è stato sede di oltre 150 incontri della nazionale calcistica dei Paesi Bassi e detiene il primato del numero di finali di coppe europee ospitate, ben dieci. L'ultima finale confederale tenutasi allo stadio risale al 2002, quando proprio i padroni di casa del Feyenoord s'imposero per 3-2 sul Borussia Dortmund aggiudicandosi la Coppa UEFA.
Nel 2000 lo stadio Feijenoord ha ospitato cinque gare del campionato europeo di calcio 2000, tra cui la finale vinta per 2-1 dalla Francia contro l'Italia ai tempi supplementari con il golden gol.

## Storia

### Genesi del progetto
All'alba degli anni '30 la dirigenza del Feyenoord pensò di abbandonare il Kromme Zandweg, stadio del club dal 1917, rivelatosi spesso insufficiente ad accogliere i tanti tifosi accorsi per assistere alle partite. Per questo motivo le partite più importanti venivano spesso svolte all'Het Kasteel, lo stadio dello Sparta Rotterdam, situato nel nord della città, il che provocava tensioni con i tifosi del Feyenoord che non approvavano questo spostamento, come avvenuto durante la finale del campionato del 1931.
Jan Wils, l'architetto che progettò lo stadio Olimpico di Amsterdam nel 1928, fu nominato project manager del nuovo impianto. Il club prese in considerazione tre piani: la costruzione di un nuovo stadio da 65.000 posti a sud dell'attuale Kromme Zandweg, la sostituzione del Kromme Zandweg con uno stadio avente dai 25.000 ai 30.000 posti e uno stadio che potesse ospitare circa 30.000 persone sul polder di Varkenoord. Il quotidiano locale Rotterdamsch Nieuwsblad sfruttò l'idea del nuovo stadio per il Pesce d'aprile del 1932, pubblicando un articolo in cui si affermava che il club volesse costruire uno stadio da 100.000 posti con un enorme parcheggio e un aeroporto per i "tifosi che vengono alle partite in aereo".
Il Feyenoord chiese ai comuni di IJsselmonde e Barendrecht di costruire lo stadio. I consiglieri comunali, pur essendo favorevoli alla costruzione di uno stadio, erano comunque contrari alla possibilità che vi si giocassero partite di calcio la domenica, cosa che cozzava con le loro convinzioni religiose; in tal modo il progetto rimase per un certo tempo bloccato.

### Il progetto
L'8 marzo 1933 il presidente del Feyenoord Leen van Zandvliet presentò ai membri del club un primo progetto, quello di uno stadio con struttura in ferro e in grado di ospitare da 30.000 a 35.000 persone, situato all'angolo tra il Kreeweg e il Dordtsestraatweg, verso il polder di Varkenoord. Questo progetto divenne un'importante questione politica a Rotterdam, fatto che costrinse il comune a intervenire per deliberare sul progetto nel novembre 1933. Il 21 marzo 1934 furono proposti due progetti ai membri del club: uno da 1,1 milioni di fiorini per uno stadio che avesse da 50.000 a 60.000 posti a sedere e l'altro da 850.000 fiorini per uno stadio che avesse da 25.000 a 30.000 posti. I membri votarono a maggioranza a favore del progetto più costoso.
Questo progetto continuò a suscitare controversie, dal momento che, all'idea di uno stadio da 60.000 posti, ci si interrogò sulla fattibilità del piano, a causa della sua posizione geografica e della competizione che sarebbe sorta con lo stadio Olimpico di Amsterdam. La notizia della costruzione del nuovo stadio era stata bollata come "fantasiosa" da alcuni giornali di Amsterdam, tanto che solo il Telegraaf diede al piano del Feyenoord dignità di progetto concreto. Queste incertezze e molte polemiche provocarono l'abbandono di Jan Wils, che era stato responsabile del progetto dal 1931.
In sostituzione di Wils vennero nominati due architetti di Rotterdam, Leendert van der Vlugt e Johannes Brinkman, influenzati dal funzionalismo e noti per usare nelle proprie creazioni i materiali emblematici dell'architettura moderna: acciaio, vetro e cemento. All'epoca una delle loro recenti creazioni era la fabbrica Van Nelle, costruita pochi anni prima a Rotterdam e molto apprezzata dalla dirigenza del Feyenoord.
Architetti e soci del club iniziarono un viaggio studio per trovare ispirazione tra i nuovi stadi che di recente erano stati costruiti in Europa. Di questo viaggio, fu la tribuna ovest dello stadio di Highbury, a Londra, eretta nel 1932, a riscuotere i maggiori apprezzamenti; tale tribuna corrispondeva anche al progetto dello stadio che Leen van Zandvliet avrebbe visto in sogno.

### Costruzione
Un ulteriore passo avanti nella costruzione dello stadio fu compiuto il 30 aprile 1935, quando il governo autorizzò la creazione della società per azioni Stadion Feijenoord N.V. Il 21 maggio 1935 la società fu fondata ufficialmente e le obbligazioni e le azioni furono messe in vendita, con il Feyenoord che prese possesso della metà delle quote.
La posa della prima pietra dello stadio fu avvenne il 16 settembre 1935 per opera del capitano della squadra, Puck van Heel, mentre il sindaco di Rotterdam, Pieter Droogleever Fortuyn, appose la prima ossatura dello stadio il 4 novembre.
Solo nel mese di agosto i lavori dello stadio presero il via effettivo. Iniziò quindi l'erezione della struttura ellittica in acciaio, composta da 578 pali. Le tribune furono disposte su due piani senza pali che ostruissero la visuale, come lo Yankee Stadium di New York, altro stadio che fu fonte di ispirazione per questo progetto, avendo gli architetti scattato una foto dello stadio durante le loro ricerche. Gli elementi portanti e le scale di accesso furono posti alla periferia dell'impianto, il piano superiore delle tribune fu realizzato con un significativo sbalzo.
Il cantiere, che mobilitò 200 operai, terminò il 23 luglio 1936. Tuttavia, fu necessario attendere alcuni mesi prima di inaugurare ufficialmente l'impianto, a causa di problemi di pianificazione urbanistica per quanto riguarda strade e parcheggi, che impedirono lo svolgimento di una partita nel nuovo impianto.
Durante questo periodo di calma e di attesa, Van Zandvliet colse l'occasione per assicurare che la struttura resistesse sotto il peso degli spettatori che avrebbero riempito le tribune all'apertura dello stadio. Per fare ciò, il 15 ottobre 1936 radunò 1.500 marinai e lavoratori disoccupati e chiese loro di saltare e simulare manifestazioni di tifo, per vedere come avrebbero reagito gli spalti.

### Inaugurazione

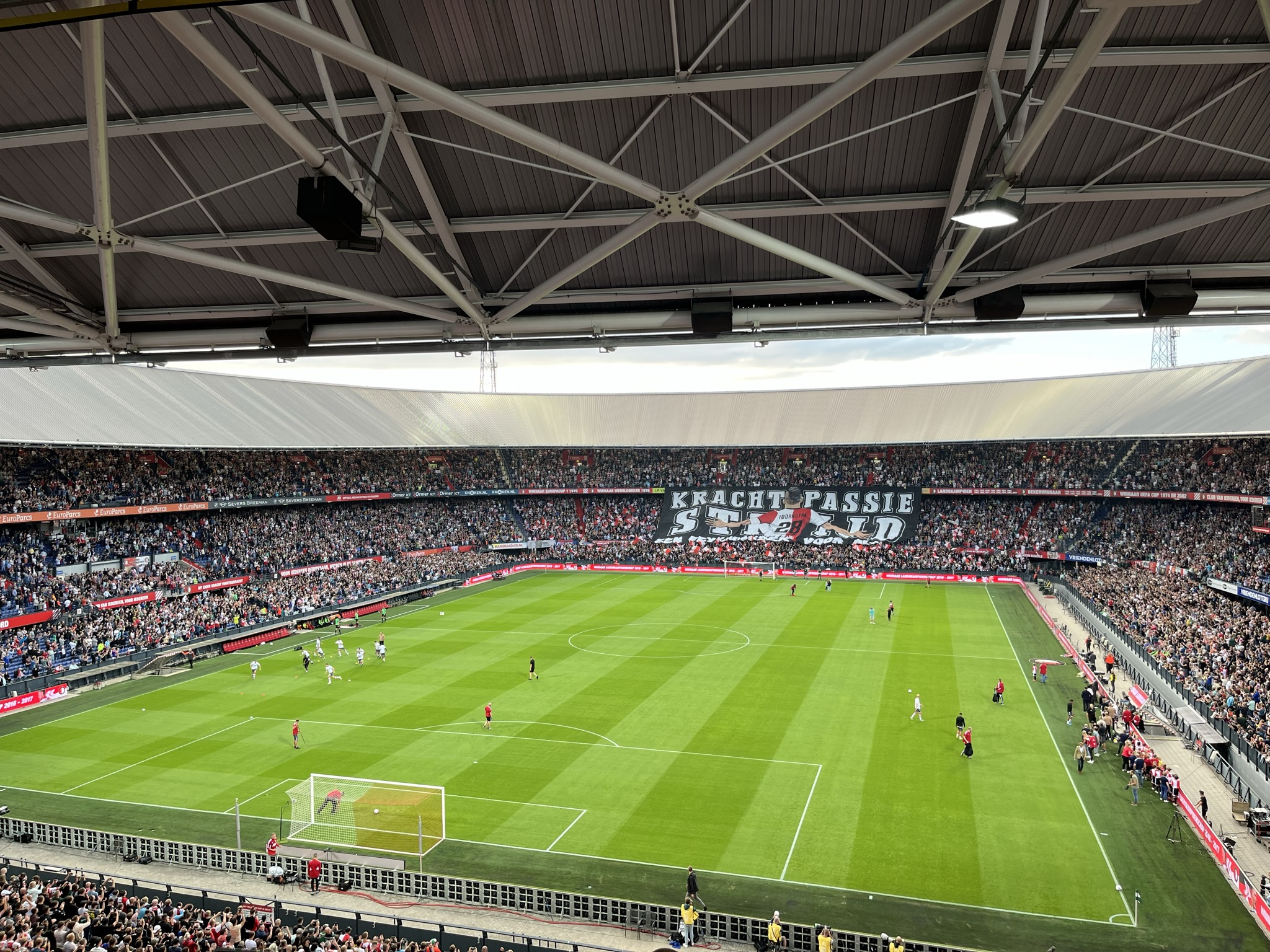
Lo stadio durante una partita di Eredivisie nel 2022

Trovati finanziamenti e accordi per la realizzazione del parcheggio adiacente allo stadio, iniziò la pianificazione della partita inaugurale. Il Feyenoord volle invitare l'Arsenal per questa partita, poiché l'impianto dei Gunners, lo stadio di Highbury, era stato fonte di ispirazione per il De Kuip, ma gli inglesi, sebbene disposti a venire a giocare questa gara, non poterono prendervi parte a causa di un fitto programma di appuntamenti. Fu, dunque, invitata la squadra belga del Beerschot, che affrontò il Feyenoord il 27 marzo 1937. In questa occasione fu organizzata una grande cerimonia e diversi atleti del club si radunarono allo stadio portando la bandiera del club dalla Kromme Zandweg. Il sindaco di Rotterdam diede il via alla partita, che terminò con il punteggio di 5-2 in favore del Feyenoord. Il primo gol della partita (e quindi dello stadio) fu segnato da Leen Vente davanti ai 38.000 spettatori presenti per l'occasione.

## Incontri del campionato europeo di calcio 2000
- Spagna -  Norvegia 0-1 (gruppo C, 13 giugno)
- Danimarca -  Paesi Bassi 0-3 (gruppo D, 16 giugno)
- Portogallo -  Germania 3-0 (gruppo A, 20 giugno)
- Paesi Bassi -  Jugoslavia 6-1 (quarti di finale, 25 giugno)
- Francia -  Italia 2-1 al golden goal d.t.s. (finale, 2 luglio)

## Incontri della UEFA Nations League 2022-2023
- Croazia -  Spagna 0-0 d.t.s., 4-5 d.t.r. (finale, 18 giugno 2023)

## Incontri di Coppa dei Campioni
- Ajax 2-0  Inter (finale, 31 maggio 1972)
- Aston Villa 1-0  Bayern Monaco (finale, 26 maggio 1982)

## Incontri di Coppa delle Coppe
- Tottenham 5-1  Atlético Madrid (finale, 15 maggio 1963)
- Milan 2-0  Amburgo (finale, 23 maggio 1968)
- Magdeburgo 2-0  Milan (finale, 8 maggio 1974)
- Everton 3-1  Rapid Vienna (finale, 15 maggio 1985)
- Manchester Utd 2-1  Barcellona (finale, 15 maggio 1991)
- Barcellona 1-0  Paris Saint-Germain (finale, 14 maggio 1997)

## Incontri di Coppa UEFA
- Feyenoord 3-2  Borussia Dortmund (finale, 8 maggio 2002)

## Attività extracalcistiche
- Dal 1978 in poi sono numerose le band e le popstar che si sono esibite allo stadio Feijenoord. Tra di loro ci sono i Rolling Stones, i Pink Floyd, i Dire Straits, gli U2, Michael Jackson, Dido, David Bowie, Madonna, Prince, Bob Dylan e i Guns N'Roses.